# Noreena cambes
Noreena cambes är en fjärilsart som beskrevs av Frederick DuCane Godman och Osbert Salvin 1887. Noreena cambes ingår i släktet Noreena och familjen juvelvingar. Inga underarter finns listade i Catalogue of Life.